# 昆布ちゃん
昆布ちゃん（こんぶちゃん、1981年6月10日 - ）は、日本のお笑い芸人。北海道函館市出身。本名は橋本 尊史、旧芸名はハッシィ、海山昆布。

## 経歴

### コンビ時代
1981年6月10日、北海道函館市に生まれる。函館大学付属有斗高等学校卒業。19歳の時に故郷の北海道から上京して就職するが仕事や寮生活に嫌気が差し、2003年4月にお笑い芸人への道を目指して東京NSC9期生としてNSCに入学する。だがネタの作り方も分からない状態で周囲との実力差に圧倒され、卒業後はエキストラの仕事をたまに引き受ける以外はフリーターとしての日々を過ごす（パチンコ屋でバイトをしている際、同僚3人で悪ふざけをし過ぎクビになりかける）。一度はそのまま業界からフェードアウトしようとしたが、芸人仲間からの勧めもあって「芸人として諦めをつけるために完全燃焼する」事を決め、学び直すべく24歳の時に浅井企画の養成所に入る。2007年1月、養成所で知り合ったかねごんとコンビ「高円寺パルサー」を結成してライブなどに出演、『サザエさん』のタラちゃんの物真似などで知られるようになる。
2008年11月、『エンタの神様』に高円寺パルサーとして出演してテレビデビューを果たし、また翌年にはオーディションを受けてホリプロコム所属となる。2010年から2011年にかけて、『ダウンタウンのガキの使いやあらへんで』、『『ぷっ』すま』、『笑っていいとも』などにモノマネ芸人として出演するが、2012年6月に「方向性の違い」から高円寺パルサーを解散、同時にホリプロコムからも退社してフリー活動へ転向した。ピン芸人になってからも暫くはコンビ時代の芸名であるハッシィの名義で出演していた。
2009年7月8日、ニコニコ生放送で放送されているインターネット番組「R藤本の水曜はじけてまざれ!」第9回に出演。以降、不定期でゲスト出演するようになる。

### ピン芸人時代
2012年9月12日、「R藤本の水曜はじけてまざれ!」第140回放送で行われた「はじまざレギュラー争奪バトル」で1位になり、ヤムチャ役のバード238に代わって2012年10月よりレギュラー入りした。得意とするタラちゃんの他に、ベジータの物真似で知られるR藤本に対して「ドラゴンボール繋がり」でラディッツのモノマネも行っており、番組内ではこちらの方がメインになっている。2014年7月、二度目のレギュラー争奪戦にも勝利。2020年3月25日までレギュラーを務めた。
2013年5月15日、「はじまざ」の企画としてピン芸人としての新しい芸名を考え、ハッシィから海山昆布に改名すると発表、同時に「昆布」と「こんばんは」をかけたギャグとして「昆布ばんわ」を考案し、番組開始時に披露するのがお決まりとなっている。同年10月29日、フリーからサンミュージックプロダクション所属（預かり）となった。
2014年7月、テラシマニアックとコンビ「テラシマコンブ。」を結成するも、わずか1か月間で解散。
2016年2月7日、サンミュージックプロダクションを退社して再びフリー活動に戻り、6月19日に35歳記念として初の単独ライブを開催した。
2019年1月17日、芸名を、海山昆布から昆布ちゃんに改名すると発表。
現在はフリーとして活動中。

## 人物
- 上述の通り、24歳で浅井企画養成所に入り直した理由は完全燃焼して「芸人を”ちゃんと”辞めたかったから」。だが結果として現在まで辞めることなく活動している。
- 芸風はものまねが中心だが最初から行っていた訳ではなく、本格的に始めたのはコンビ結成後の25歳頃からである。
  - タラちゃんのモノマネを「似ていない」と思いながら嫌々やったところ、意外にもウケたのでそこから練習を重ねたり、レパートリーを増やす様になったという。
  - 現在ではサザエさんやドラゴンボール、キン肉マンなど漫画原作のアニメを中心に膨大なレパートリーを持っており、今でも新しいものまねを増やす事に余念がない。幸せを感じる時も「レパートリーが増えた瞬間」と語る努力家である。
- 芸人であるにもかかわらず人間関係を築くのが下手[16]で、本人もNSC時代は「人前に出るだけで緊張した」と語っている。
- 芸人活動と並行して日本ナレーション演技研究所に3年通い、基礎科、本科、研修科と進級した[17]。
- 趣味はレトロゲームで、特にファミコンソフトの『スーパーマリオブラザーズ』は10分程でクリアできる[注 1][18]。ゲームについての知識も豊富で、多くのゲーム機やゲームソフトを所有している。
- 好きな衣服のブランドは「CUNE」。
- 歯並びが悪い事を長年気にしていたが、2015年6月より歯の矯正をしており、公式ブログで「矯正日記」を毎月更新している。歯が痛い上に食事も摂りづらく、おまけに費用も嵩むので「地獄」と語っている。
- 若い頃にあるショーパブにスカウトされるが、実際には接客だけでまともに舞台へ立たせて貰えないなど苦い経験をした事もあったという[6]。
  - 2016年にフリーとなってからは、他の仕事と並行してしばらく出て居なかったショーパブに再び出演している。本人曰く「勉強のため」とのこと。
- 出身地である北海道での活動も積極的に行っている。北海道以外で好きな土地は大阪とのこと。
- 新しい芸名を海山昆布にしたのは「昆布を干すバイトした事があるから」と語っている。
  - 改名時に考案した「こんぶばんわ」をすぐ忘れるなど昆布へのこだわりを疑われる事もあるが、2016年に同年の昆布大使に任命された。
- カラオケでよく歌う曲はELTの『fragile』である

## 芸風

### ものまね
主にアニメのキャラクターの物真似芸を行っている。物真似のレパートリーとしては以下の物がある。

#### アニメ・テレビ番組
- サザエさん[7]
  - タラちゃん
  - イクラちゃん
  - 花沢さん
  - 三河屋さん
  - 甚六さん
  - マスオさん
  - アナゴさん
  - アナゴさんの奥さん
  - カツオくん
  - リカちゃん
  - 花沢さん父
  - 大工のジミー
  - 堀川くん
  - 酒井くん
- ちびまる子ちゃん[7]
  - まる子
  - まる子の父
  - たまちゃん
  - はまじ
  - 山田くん
  - ブー太郎
  - 永沢くん
  - 丸尾くん
  - 花輪くん
  - ナレーション
- アンパンマン
  - ばいきんまん
  - ジャムおじさん
  - チーズ
  - カバオくん
  - てんどんまん
  - カツドンマン
  - かまめしどん
- キテレツ大百科
  - トンガリ
  - ブタゴリラ
- キン肉マン[7]
  - キン肉マン
  - キン肉アタル
  - テリーマン
  - ロビンマスク
  - ウォーズマン
  - ミートくん
  - ナチグロン
  - キン骨マン
  - イワオ
  - バッファローマン
  - サンシャイン
  - アシュラマン
  - キン骨オババ
  - ステカセキング
  - ベンキーマン
  - キングトーン
  - スニゲーター
  - ブロッケンＪｒ．
  - アデランスの中野さん
- スラムダンク[7]
  - 桜木花道
  - 三井寿
  - 流川楓
  - 高宮望
- ドラゴンボール
  - 孫悟飯
  - フリーザ
  - セル
  - ラディッツ
  - プーアル
  - ミスター・ポポ
  - ミスターサタン
  - 牛魔王
  - 亀仙人
  - シャロット
  - ギニュー
  - グルド
  - バータ
  - ジース
  - リクーム
  - 栽培マン
  - バビディ
  - トランクス
  - 占いババ
  - ピラフ
  - チャオズ
  - ドドリア
  - ザーボン
  - ウーロン
  - グレゴリー
  - バブルス
  - ガーリックJr.
  - ウイス
  - ビルス
  - パラガス
  - ピッコロ
  - ナッパ
  - 天津飯
  - ヤムチャ
  - 界王
  - 最長老
  - ハイヤードラゴン
  - 魔人ブウ
  - ザッハ
  - 人造人間16号
  - 人造人間17号
  - 人造人間19号
  - 人造人間20号
  - ZTVアナウンサー
  - ナレーション
- 鬼滅の刃
  - 竈門炭治郎
  - 冨岡義勇
  - 桑島慈悟郎
  - 悲鳴嶼行冥
  - 不死川実弥
  - 不死川玄弥
  - 鱗滝左近次
- 呪術廻戦
  - 虎杖倭助
  - 漏瑚
  - 夏油傑
- ジブリ
  - カルシファー
  - 千と千尋の神隠しのカエル
- トリコ
  - トリコ
  - グリンパーチ
  - ココ
  - ナレーション
- ドラえもん
  - ドラえもん
  - のび太
  - スネ夫
  - ジャイアン
  - 先生
- 北斗の拳
  - ケンシロウ
  - ナレーション
- おぼっちゃまくん
  - 御坊茶魔
  - 御坊亀光
- 幽☆遊☆白書
  - 桑原和真
  - 酎
- 名探偵コナン
  - 毛利小五郎（旧・新）
- ポケットモンスター
  - ソーナンス
  - ニャース
- 銀魂
  - 坂田銀時
  - 松平片栗粉
- シティーハンター
  - 冴羽獠
- 地獄先生ぬ〜べ〜
  - ぬ～べ～
- ONE PIECE
  - バギー
- けいおん!
  - 平沢憂
- 妖怪ウォッチ
  - ウィスパー
- みどりのマキバオー
  - マキバオー
  - チュウ兵衛
- ランク王国
  - ラルフ
- ひらけ!ポンキッキ
  - ムック
- プリズン・ブレイク
  - ティーバッグ
- テニスの王子様
  - 手塚国光
- 僕のヒーローアカデミア
  - 緑谷出久
  - オールマイト
  - エンデヴァー
  - セメントス
  - 死柄木弔
  - 荼毘
  - コンプレス
- テレビナレーション
  - 人志松本のすべらない話のナレーション
  - 開運!なんでも鑑定団の男性ナレーション
  - 投稿!特ホウ王国の男性ナレーション
- ナレーション
  - ハードオフの店内ナレーション

#### 有名人
- 三ツ矢雄二
- 小倉優子
- 長井秀和
- 山本小鉄
- 大仁田厚

など

## 出演
元コンビ「高円寺パルサー」での出演歴については高円寺パルサーを参照。

### テレビ
- エンタの神様[7]（日本テレビ系列、2008年11月22日初登場[7]）※高円寺パルサーとして
- ダウンタウンのガキの使いやあらへんで（日本テレビ系列、2010年1月24日）※高円寺パルサーとして
- 『ぷっ』すま（テレビ朝日、2010年6月8日、8月17日）※高円寺パルサーとして
- 笑っていいとも（フジテレビ、2010年9月10日）※高円寺パルサーとして
- メレンゲの気持ち（日本テレビ系列、2011年2月19日）※高円寺パルサーとして
- 爆問パワフルフェイス！（TBSテレビ、2011年4月13日）※高円寺パルサーとして
- お願い！ランキング（テレビ朝日、2011年8月23日）※高円寺パルサーとして
- ナカイの窓（日本テレビ系列、2013年9月4日）
- ものまねグランプリ（日本テレビ系列、複数回出演）
- まろに☆え～るTV-Z-（とちぎテレビ、2019年1月7日、15日、23日）
- そっくりツイートGP　似すぎてジワる（TBS、2019年3月25日）※リツイート数1位動画出演
- それって!?実際どうなの課（日本テレビ、2019年11月27日）
- まろに☆え〜るTV超（スーパー）（とちぎテレビ、複数回出演）※GYAO!、YouTubeでも配信

### CM
- 日本昆布協会「こんぶネット」（2019年 - ）

### インターネット配信

#### ニコニコ生放送
過去のレギュラー
- R藤本の水曜はじけてまざれ!（2012年10月3日 - 2020年3月25日[10]）

単発
- 年末年始ぶっ通し78時間全局テレビ実況（2014年1月2日[注 2]）※7元生放送

#### その他ネット配信
- おしゃべりやってまーす（K'z Station）
  - おしゃべりやってまーす第2放送（2012年10月23日）
  - おしゃべりやってまーすF（2015年1月20日
- まろに☆え〜るTV-GT（YouTube、複数回出演）

### ラジオ
過去のレギュラー
- 海山昆布のフュージョンradio（FM府中およびUstream、2016年3月3日 - 6月16日）
- 香月とおしゃべり昆布（ShibuyaCross-FM、2016年10月4日 - 2017年8月29日)

単発
- 土曜の午後は♪ ヒゲとノブコのWEEKEND JUKEBOX（文化放送、2014年4月5日 - 26日）※レポーター
- 走志走愛～神スマnight～（レインボータウンエフエム放送、2016年5月1日）

### ゲーム
- 昆布ちゃん外伝～15パズル編～[19]（ゲームインパクト、2021年6月26日）※インディーゲーム・100個限定発売

- 焼鳥名人とり訡DX（ゲームインパクト、2023年4月29日）※インディーゲーム・男性キャラクター全員の声

## ライブ等
- 浅草笑LIVE（浅草リトルシアター）
- なんぼやねん!（吉祥寺Bar Birds Eye）
- あさがやプロットライブ（阿佐ヶ谷アートスペースプロット）
- 東京タワーお笑いライブ（東京タワー大展望台）
- ものまねショーレストラン・小岩ヒットパレード（小岩ヒットパレード）
- 劇団アニメ座
  - アニメ座VSシリーズ劇場版〜アニメ座vsDB芸人〜（ヨシモト∞ホール、2015年1月10日）
  - 第3次 アニメ座vsDB芸人（新宿ロフトプラスワン、2016年2月26日）
  - 第4次 アニメ座vsDB芸人（新宿ロフトプラスワン、2016年8月5日）
- 地球人ナイト～DBキャラの出てこないライブ～（新宿バッシュ、2015年8月15日）
- 『生前騒！』めいどのみやげ主催ライブ～ティーチャ81歳～（なかの芸能小劇場、2016年3月6日)
- 元祖爆笑王にはまりにいくライブ ～ 公開ダメだし＆進路相談 ～ vol.1（赤坂CHANCEシアター、2016年5月21日）
- ピョウタンの滝やまべ放流祭（北海道中札内村、2016年7月3日)
- SAPPORO STAR CLUB（札幌市のものまねカラオケバー）

### DBナイト
- R藤本プレゼンツ「DBナイト4」（2012年12月29日 - ）
- 劇団アニメ座DB（新宿シアターモリエール、2013年3月2日）

### 主催ライブ
- 昆布に抱っこvo.1（新宿シアターミラクル、2013年9月6日）
- 少年コンブ～アニメネタ祭り～[20]（新宿シアターミラクル、2015年7月14日）
- 少年コンブvol.2（あにめ座バロックカフェ、2016年1月23日）
- ONE PIECEユニットライブ「ユニユニのライブ」～人繋ぎの大秘宝（ユニット）ネタ～（阿佐ヶ谷アニメストリート、2016年3月26日）
- 別冊少年コンブvol.1（CHARA DE in 阿佐ヶ谷アニメストリート、2016年4月22日）
- 「はるばる帰ってきたぜ函館！！」（函館山山頂展望台ホール クレモナ、2016年9月11日)

### 単独ライブ
- 海山昆布初単独ライブ「海山昆布35thAnniversary BEST」（CHARA DE in 阿佐ヶ谷アニメストリート、2016年6月18日、2回公演）